# Prosymna greigerti
Prosymna greigerti är en ormart som beskrevs av Mocquard 1906. Prosymna greigerti ingår i släktet Prosymna och familjen snokar.
Arten förekommer i ett brett bälte i Afrika söder om Sahara från Senegal i väst till Etiopien i öst. Honor lägger ägg.

## Underarter
Arten delas in i följande underarter:
- P. g. greigerti
- P. g. collaris